# Involució

Involució

Una involució és una aplicació {\displaystyle f:A\rightarrow A} tal que és igual a la seva pròpia inversa i, per tant, dues aplicacions successives de la funció equivalen a la funció identitat: {\displaystyle (f\circ f)(x)=f(f(x))=f^{2}(x)=Id(x)=x}, on {\displaystyle x\in A}.

El concepte és extensible a lleis de composició binàries. Sigui {\displaystyle (C,*)} un grupoide o magma unitari, amb l'element neutre denotat per e. Direm que un element {\displaystyle x:C} és involutiu si {\displaystyle x*x=e}. La llei de composició interna {\displaystyle *:C\times C\rightarrow C} és involutiva per l'esquerra si té un únic element neutre per l'esquerra i tots els elements de C són involutius: 
{\displaystyle \exists _{1}e:C\bullet \forall x:C\bullet (e*x=x)\land (x*x=e)}.
De forma similar definim una llei involutiva per la dreta: 
{\displaystyle \exists _{1}e:C\bullet \forall x:C\bullet (x*e=x)\land (x*x=e)}.
Una operació és simplement involutiva si és involutiva per la dreta i per l'esquerra, és a dir, que el seu element neutre és una unitat bilateral.
De forma equivalent, podem dir que una llei és involutiva (per l'esquerra, per la dreta o bilateral), si i només si, és unitària (per l'esquerra, per la dreta o bilateral, respectivament) i devolutiva, i l'element neutre és igual a l'element devolutiu.